# ヴィーナスの誕生 (カバネル)
『ヴィーナスの誕生』（ヴィーナスのたんじょう、仏: La Naissance de Vénus, 英: The Birth of Venus）は、フランスの画家アレクサンドル・カバネルが1863年に描いた絵画。
パリのオルセー美術館に所蔵されている。

## 概要
本作は、1863年に開催されたサロン・ド・パリに出品されて入選を果たし、芸術の王道であると賞賛され、フランス皇帝ナポレオン3世が個人的なコレクションのために買い上げた。これによって、カバネルは名声を確固たるものにした。
本作登場の数年後には、裸体画の製作が非常に流行し、ローレンス・アルマ＝タデマ、ハーバート・ジェームズ・ドレイパー、フレデリック・レイトン、ジョージ・フレデリック・ワッツなど後世の画家に大きな影響を与えた。
小説家のエミール・ゾラは、本作について、「乳白色の川に身を浸した女神はさながら官能的なロレットのようだ。それは肉と骨からできているのではなく――そうであれば淫らになってしまう――、一種の白とピンクの練り菓子でできている」と評価している。

## 作品
本作は、ギリシア神話におけるヴィーナスの誕生を下敷きにしている。海水の白濁した泡から生まれたばかりの美と愛の女神、ヴィーナスが描かれている。
本作完成のおよそ400年前に描かれた、サンドロ・ボッティチェッリ『ヴィーナスの誕生』では、ヴィーナスは貝殻の上に立っているが、本作では海の波の上に横たわっている。はるか遠くの水平線の向こうには、キプロス島が描かれている。
ヴィーナスは、憂鬱そうな視線を鑑賞者のほうに向けている。ヴィーナスの髪は、褐色をしており、膝のあたりまで伸びている。ヴィーナスの上では、白色や青色の小さな翼を生やしたクピードーが、ホラガイを吹き鳴らしながら飛び回り、ヴィーナスの誕生を祝福している。